# Reginald Harland
Reginald Edward Wynyard Harland, KBE, CB, AE, FRAeS, FIMechE, FIEE, CCMI (* 30. Mai 1920 in Sheffield; † 30. Juli 2013) war ein britischer Offizier der Royal Air Force, der zuletzt als Generalleutnant (Air Marshal) zwischen 1972 kommissarischer Kommandierender General AOC-in-C (Air Officer Commanding in Chief) des Luftunterstützungskommandos (RAF Air Support Command), 1973 Kommandierender General des Instandhaltungskommandos der Luftstreitkräfte (RAF Maintenance Command) sowie zuletzt von 1973 bis 1977 erster Kommandierender General des Unterstützungskommandos der Luftstreitkräfte (Support Command) war.

## Leben

### Offiziersausbildung und Zweiter Weltkrieg
Reginald Edward Wynyard Harland begann nach dem Besuch der Summer Fields School sowie der Stowe School ein Studium im Hauptfach Maschinenbau am Trinity College der University of Cambridge, das er mit einem Master of Arts in Civil Engineering abschloss. Während seines Studiums gehörte er zur Cambridge University Air Squadron, der Fliegerstaffel der University of Cambridge und wurde nach Beginn des Zweiten Weltkrieges mit dem Dienstgrad eines Leutnants (Pilot Officer) am 3. Oktober 1939 in die Royal Air Force Volunteer Reserve (RAFVR) aufgenommen, der Freiwilligenreserve der Luftstreitkräfte. 1940 wurde er Technischer Offizier der No. 295 Squadron RAF und am 21. April 1941 formell in den Technischen Dienst der RAF übernommen. Im weiteren Kriegsverlauf wurde er 1941 erst Technischer Offizier der Flugzeugforschungs- und Entwicklungseinrichtung RAE (Royal Aircraft Establishment) auf dem Militärflughafen RAF Farnborough sowie 1942 Ingenieuroffizier der No. 241 Squadron RAF, ehe er am 11. November 1944 Ingenieuroffizier der No. 214 Group RAF wurde.

### Nachkriegszeit und Stabsoffizier
Nach Kriegsende wurde Harland 1946 zunächst Stabsoffizier in der Abteilung für technische Ausbildung und technische Planung im Luftfahrtministerium (Air Ministry) sowie 1947 Stabsoffizier in der Abteilung für Freiwillige und Reserve im Luftfahrtministerium. Am 6. März 1947 wurde er als Berufssoldat (Permanent Commission) mit dem Dienstgrad eines Hauptmann (Flight Lieutenant) in die Royal Air Force (RAF) übernommen, wobei die Beförderung auf den 1. September 1945 zurückdatiert wurde. Er war anfangs Pilot an einer Flugschule und wurde 1950 Chefausbildungsingenieur am Royal Air Force College Cranwell, wo er am 1. Juli 1950 auch seine Beförderung zum Major (Squadron Leader) erhielt. Nachdem er 1952 eine Lenkwaffenausbildung am Royal Military College of Science in Shrivenham absolviert hatte, wurde er 1953 Projektoffizier für das Thunderbird-Flugabwehrraketen-Projekt der Royal Aircraft Establishment sowie danach 1955 Stabsoffizier im Versorgungsministerium (Ministry of Supply). In dieser Verwendung erfolgte am 1. Januar 1956 seine Beförderung zum Oberstleutnant (Wing Commander).
Im Februar 1958 wurde Reginald Harland als Verbindungsoffizier für ballistische Raketen zur Gemeinsamen Militärvertretung BJSM (British Joint Services Mission) nach Los Angeles versetzt, wo er sich in der Folgezeit mit verschiedenen Projekten zur Entwicklung und dem Bau von Interkontinentalraketen befasste wie zum Beispiel Thor, Atlas, Titan, LGM-30 Minuteman sowie Mercury-Programm. Nach seiner Rückkehr wurde er am 1. Juli 1960 zum Oberst (Group Captain) befördert und übernahm kurz darauf am 24. Juli 1960 den Posten als Kommandeur (Commanding Officer) des Luftwaffenstützpunktes RAF Swanton Morley und der darauf stationierten Zentralen Dienstleistungsentwicklungseinrichtung CSDE (Central Servicing Development Establishment). Am 24. September 1962 wurde er Leitender Technischer Stabsoffizier STSO (Senior Technical Staff Officer) der No. 3 (Bomber) Group RAF.

### Aufstieg zum Air Marshal
1964 wurde Harland Ingenieur-Stabsoffizier im Hauptquartier der Luftstreitkräfte im Fernen Osten (Far East Air Force), wo er am 1. Juli 1965 seine Beförderung zum Brigadegeneral (Air Commodore) erhielt. 1967 kehrte er nach Großbritannien zurück und wurde Direktor des Hawker Siddeley Harrier-Projekts im Technologieministerium (Ministry of Technology). Nachdem er ab 1969 das Imperial Defence College (IDC) besucht hatte, wurde er am 13. Februar 1970 Nachfolger von Air Vice Marshal John Hunter-Tod als Kommandeur AOC (Air Officer Commanding) der No. 24 Group RAF und wurde dort am 1. Juli 1970 zum Generalmajor (Air Vice Marshal) befördert. Am 19. Februar 1972 wurde er als Ingenieur-Stabsoffizier kommissarischer Kommandierender General AOC-in-C (Air Officer Commanding in Chief) des Luftunterstützungskommandos (RAF Air Support Command) und bekleidete diesen Posten bis zur Auflösung dieses Kommandos am 1. September 1972.
Am 2. Juni 1973 löste Reginald Harland Air Marshal John Samuel Rowlands als Kommandierender General des Instandhaltungskommandos der Luftstreitkräfte (RAF Maintenance Command) ab und verblieb in dieser Verwendung ebenfalls bis zur Auflösung des Kommandos am 31. August 1973. Am 3. Juni 1972 wurde er zudem Companion des Order of the Bath (CB). Zuletzt wurde am 31. August 1973 erster Kommandierender General des Unterstützungskommandos der Luftstreitkräfte (Support Command). Er wurde 1974 zum Knight Commander des Order of British Empire (KBE) geschlagen und führte seither den Namenszusatz „Sir“. Außerdem wurde er am 1. Juli 1974 zum Generalleutnant (Air Marshal) befördert. Am 13. Juni 1977 übergab er das Kommando über das Support Command an Air Marshal Rex Roe, der nunmehr Kommandierender General des RAF Support Command war. Am 8. August 1977 schied er aus dem aktiven Militärdienst und trat in den Ruhestand.
Harland wurde der Air Efficiency Award (AE) verliehen. Darüber hinaus war er auch Fellow der Royal Aeronautical Society, (FRAeS), der Institution of Mechanical Engineers (FIMechE), der Institution of Electrical Engineers (FIEE) sowie Companion des Chartered Management Institute (CCMI).

## Weblink
- Air Marshal Sir Reginald Harland (rafweb.org)